# 안소니 필킹턴
안소니 닐 제임스 필킹턴(Anthony Neil James Pilkington, 1988년 6월 6일 ~ )는 아일랜드의 전 축구 선수이다. 현역 시절 포지션은 윙어였다.